# Strumigenys antaeus
Strumigenys antaeus är en myrart som beskrevs av Mann 1919. Strumigenys antaeus ingår i släktet Strumigenys och familjen myror.

## Underarter
Arten delas in i följande underarter:
- S. a. antaeus
- S. a. fuscior